# Nasry

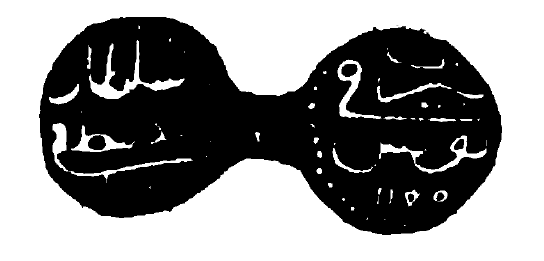
Nasry de 1761.

Le nasry ou nâsrî (arabe : ناصري) est une ancienne subdivision monétaire de la Tunisie d'avant la réforme monétaire de 1891.
Alors que les Européens la nomment « aspre » ou, selon Paul Sebag, « blanquile », les Tunisiens la désignent par le nom de nasry. Elle vaut douze qafsi (ou bourbines) et deux fels (ou bourbes). Il en faut 52 pour obtenir un rial tunisien.
La pièce figurant ci-contre porte sur l'avers, dans un cercle ponctué, le nom du sultan ottoman Moustafa III. Sur le revers, on peut lire douriba fi tounis (« frappé à Tunis ») avec la date de l'année post-Hégire (équivalent à 1761).
Les rapports étaient les suivants :
- 1 rial sebili (piastre) = 16 kharouba (caroubes) = 208 fels reqyq = 104 nasry = 1 248 qafsi
- 1 kharouba = 13 fels ou bourbes
- 1 nasry (ou asper) = 2 fels = 1/52e de rial
- 1 fels = 6 qafsi (bourbines)

## Étymologie
Le mot nasry vient de Muhammad an-Nasir, quatrième calife almohade régnant entre 1199 et 1213. Quant à « aspre », il provient du grec vulgaire άσπρος (aspros) qui signifie « blanc », les Ottomans l'appelant akçe, du turc, ak, « blanc », de la couleur de l'argent métal donc.